# Władysław Czajkowski
Władysław Czajkowski (ur. 19 listopada 1905 w Kineszmie, zm. 6 lub 8 września 1947 w Warszawie) – polski urzędnik, wiceminister w Ministerstwie Ziem Odzyskanych.

## Życiorys
Urodził się 19 listopada 1905 roku w rosyjskim miasteczku Kineszma, położonym nad rzeką Wołgą jako syn leśniczego. W 1918 roku zamieszkał w Polsce, ukończył gimnazjum w Grodnie oraz studia w Warszawie. Do sierpnia 1944 roku był zatrudniony w Komunalnych Kasach Oszczędności miasta Warszawy.
W trakcie okupacji niemieckiej działał w konspiracji, pełniąc funkcję dyrektora Biura Zachodniego przy Delegaturze Rządu na Kraj. W powstaniu warszawskim walczył w odcinku Krakowskie Przedmieście-Czackiego.
W 1945 roku wstąpił do służby państwowej Polski Ludowej, objął stanowisko podsekretarza stanu (wiceminister) w Ministerstwie Ziem Odzyskanych.
Zmarł 6 lub 8 września 1947 roku w Warszawie, pochowany na cmentarzu Powązkowskim w Warszawie (kwatera 240-2-1).

## Ordery i odznaczenia
- Krzyż Komandorski Orderu Odrodzenia Polski (12 czerwca 1947)[3]
- Medal Rodła (pośmiertnie, 1985)[4]